# 幻象3型戰鬥機
幻象3型戰鬥機（Mirage III）是一個由法国達梭公司1956年推出的戰鬥機系列。过去也曾译为海市蜃楼式。
幻影3型是无尾翼的三角翼式单发动机的战斗机。除法国外還有20个国家曾經使用。主武器是固定2门30mm機砲和7个挂载武器點，除了可以掛載4空對空飛彈以外，還可裝上炸彈，空對地飛彈或反艦飛彈等。

## 開發歷程

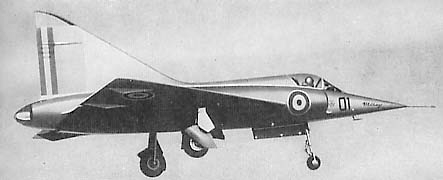
幻影3型的前身幻影1型於1956年的試飛

韓戰顯示蘇聯的米格15在空戰中對西方空軍的飛機造成很大威脅，其中近距離的空戰多次克制西方國家的噴射戰鬥機，令法國空軍對發展輕型戰鬥機產生興趣。法國軍隊部於1952年提出輕型攔截機的規格，要求開發一種可於6分鐘內爬升到1萬8千公尺，飛行速度最少1.3馬赫的全天候戰鬥機。當時法國多家飛機生產商均提出自己的設計，達索公司提交名為MD.550的設計，採用無尾翼三角翼構型，三角翼可以容納較大的油箱，而且適合高速飛行，MD550採用兩具英國阿姆斯壯公司授權生產的MD30R毒蛇噴射引擎作為動力，單具推力9.61仟牛頓。MD.550於1955年6月首次試飛，飛行速度達到1.15馬赫。在試飛後，原型機被名為幻影1型，其後在配合火箭助推器下達到1.6馬赫。
雖然幻影1型符合當初法國軍隊部的基本要求，但機身體積實在太小，只能攜帶一枚空對空導彈，沒有足夠發展空間，缺乏實用價值，所以便有放大版的幻影2型被提出，幻影2型採用雙引擎設計，以兩具Gabizo噴射引擎提供動力，每台最大後燃推力為10.7仟牛頓，預期可勉強滿足放大版的幻影2型需要，但在幻影2型的原型機開始製造前，斯奈克瑪開發出加裝後燃器的阿塔9型渦輪噴射引擎，開啟後燃器可提供43.2仟牛頓的推力，足以取代原先兩具較小型的引擎，而且單引擎可以令設計較簡單及減輕機身重量，於是達索決定改為單引擎設計，終止幻影2型的製作改為發展單引擎的幻影3型。
幻影3型首架原型機於1956年11月，配合火箭助推器進行首次試飛，於第十次試飛達到1.52馬赫，同時斯奈克瑪進一步改良阿塔9型引擎，發展出後燃推力達58.9仟牛頓的阿塔9B引擎，幻影3型的設計跟進採用這款新引擎發展為幻影3A。使用阿塔9B的幻影3A於1958年5月首次試飛，在同年10月達到2.2馬赫，成為西歐首款平飛速度超過兩倍音速的戰鬥機。
幻影3B是幻影3型的雙座戰鬥機，於1959年10月試飛，用於幻影3型的高級飛行訓練。幻影3C是幻影3型首款量產型單座戰鬥機，於1960年10月首次試飛，幻影3C利用幻影3B的後座空間加裝空戰配備，包括在機腹加裝兩門德法552型30毫米機砲，每門備彈125發。
首批幻影3C於1961年7月進入法國空軍服役，法國空軍同時訂購雙座的幻影3B用於飛行訓練。

## 作戰表現

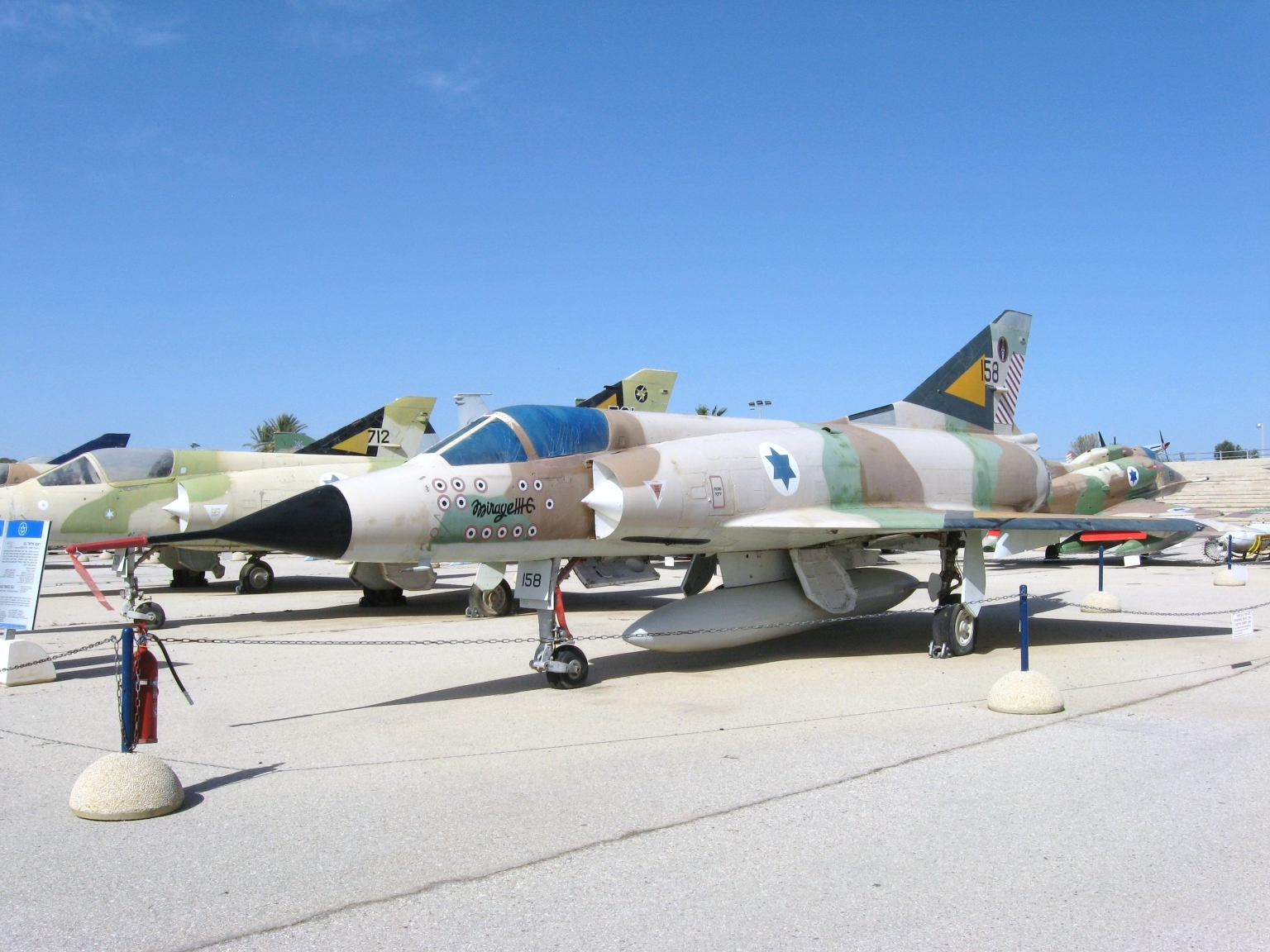
在以色列空軍博物館展示的幻影IIICJ（有擊落13架敵機的標識）

### 以色列
以色列空軍裝備的幻影3型在六日戰爭及贖罪日戰爭有顯赫戰績，幻影3型在六日戰爭擊落48架阿拉伯國家空軍的戰鬥機，在贖罪日戰爭再創下擊落106架敘利亞和埃及空軍飛機的戰果。
幻影F1雖然在1973年在法國空軍服役，但並未取代幻影3型，直至另一後繼機種幻象2000（Mirage 2000）於1983年開始服役，幻影3型才漸漸退出法國空軍，但幻象3型仍持續在許多國家服役，至1990年代末期始逐漸除役。

## 衍生型

### mirage 3
- M.D.550 Mystere-Delta：原形機，建造1架
- Mirage I：修改後的原形機，裝有SEPR 66火箭發動機作為輔助動力
- Mirage II：原形機，Mirage I的放大版
- Mirage III-001：原形機，裝有SEPR 66火箭發動機作為輔助動力
- Mirage IIIA：先導量產機，交付法國空軍10架，裝有SEPR 84火箭發動機（英语：SEPR 84）作為輔助動力來源
- Mirage IIIB：雙座教練機，原形機於1959年10月20日首飛，1959. Followed by 26 production IIIBs based on IIIC for French Air Force and one for Centre d'essais en vol (CEV) test centre.[1][2]
  - Mirage IIIB-1：試驗機，建造5架
  - Mirage IIIB-2(RV)：
  - Mirage IIIBE：雙座教練機，交付法國空軍20架
  - Mirage IIIBJ：以色列空軍的Mirage IIIB，交付5架
  - Mirage IIIBL：黎巴嫩空軍的Mirage IIIB
  - Mirage IIIBS：瑞士空軍的Mirage IIIB，交付4架
  - Mirage IIIBZ：南非空軍的Mirage IIIB，交付3架
- Mirage IIIC：單座全天候攔截機，機身較Mirage IIIA長，若拆除機砲則可在機身後方安裝火箭發動機作為輔助動力，交付法國空軍95架 
  - Mirage IIICJ：以色列空軍的Mirage IIIC，1961~1964年交付72架
  - Mirage IIICS：1962年提供瑞士測評的Mirage IIIC，交付1架
  - Mirage IIICZ：南非空軍的Mirage IIIC，1962年12月至1964年3月間交付16架
  - Mirage IIIC-2：
- Mirage IIID：雙座教練型的Mirage IIIE 
  - Mirage IIID：授權澳大利亞生產，交付16架
  - Mirage IIIDA：阿根廷空軍的雙座教練機，1973年、1982年分別交付2架
  - Mirage IIIDBR：巴西空軍的雙座教練機，巴西稱為F-103D，1972年開始交付4架，1984年交付2架原法國空軍的Mirage IIIBE以補充墜毀損失
  - Mirage IIIDBR-2：巴西空軍升級型，1988年交付2架原法國空軍的Mirage III並升級在役的2架Mirage IIIDBR為DBR-2型
  - Mirage IIIDE：授權西班牙生產，西班牙稱為CE.11，交付6架
  - Mirage IIIDP：巴基斯坦空軍的雙座教練機，交付5架
  - Mirage IIIDS：瑞士空軍的雙座教練機，於1983年交付2架
  - Mirage IIIDV：委內瑞拉空軍的雙座教練機， 交付3架
  - Mirage IIIDZ：南非空軍的雙座教練機， 1969年交付3架
  - Mirage IIID2Z：南非空軍的雙座教練機， 交付11架
- Mirage IIIE：單座戰術打擊/戰鬥轟炸機，交付法國空軍183架
  - Mirage IIIEA：阿根廷空軍的Mirage IIIE，交付17架
  - Mirage IIIEBR：巴西空軍的Mirage IIIE，巴西稱為F-103E，交付16架
  - Mirage IIIEBR-2：巴西空軍升級型，1988年交付4架原法國空軍的Mirage III並將在役的EBR-2型升級為此型
  - Mirage IIIEE：西班牙空軍的Mirage IIIE，西班牙稱為C.11，24架於1970年開始交付
  - Mirage IIIEL：黎巴嫩空軍的Mirage IIIE，1967~1969年交付10架
  - Mirage IIIEP：巴基斯坦空軍的Mirage IIIE，1967~1969年交付18架
  - Mirage IIIEV：委內瑞拉空軍的Mirage IIIE，交付7架，後升級為Mirage 50EV
  - Mirage IIIEZ：南非空軍的Mirage IIIE，1965~1973年交付17架
- Mirage IIIO：澳大利亞皇家空軍的單座全天候戰鬥轟炸機，授權澳大利亞生產98架，共計100架，前49架為Mirage IIIO(F)攔截機，後51架為Mirage IIIO(A)戰鬥轟炸機，日後升級為相同規格
- Mirage IIIR：單座全天候偵察機，生產2架原型機和，交付法國空軍50架量產機
  - Mirage IIIRD：Mirage IIIR改進型，交付法國空軍20架
  - Mirage IIIRJ：以色列空軍的單座全天候偵查機Mirage IIIR，有兩架Mirage IIICZ
  - Mirage IIIRP：巴基斯坦空軍的Mirage IIIR，交付13架
  - Mirage IIIRS：瑞士空軍的Mirage IIIR，交付18架
  - Mirage IIIRZ：南非空軍的Mirage IIIR，交付4架
  - Mirage IIIR2Z：南非空軍的Mirage IIIR，交付4架
- Mirage IIIS：由Mirage IIIC衍生的瑞士空軍單座全天候攔截機，授權瑞士生產交付36架
- Mirage IIIT：發動機試驗機
- Mirage IIIX：Mirage IIING的原始名稱

### 其他
- Milan：
- Mirage 3NG：
- Balzac / Mirage IIIV：分為Balzac V戰鬥機（英语：Dassault Balzac V）和Mirage IIIV戰鬥機（英语：Dassault Mirage IIIV）兩型，為垂直起降（VTOL）戰鬥機
- Mirage Project ROSE（英语：Project ROSE）：巴基斯坦空軍升級型

## 使用國

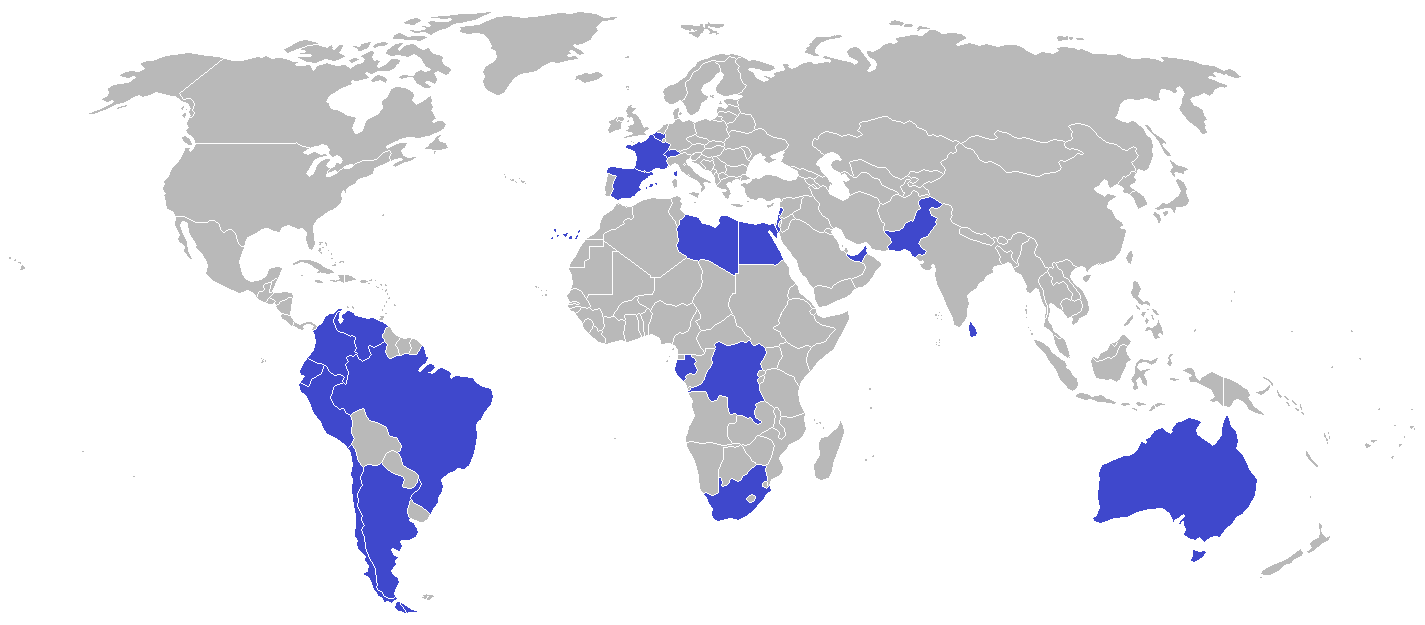
mirage 3使用國

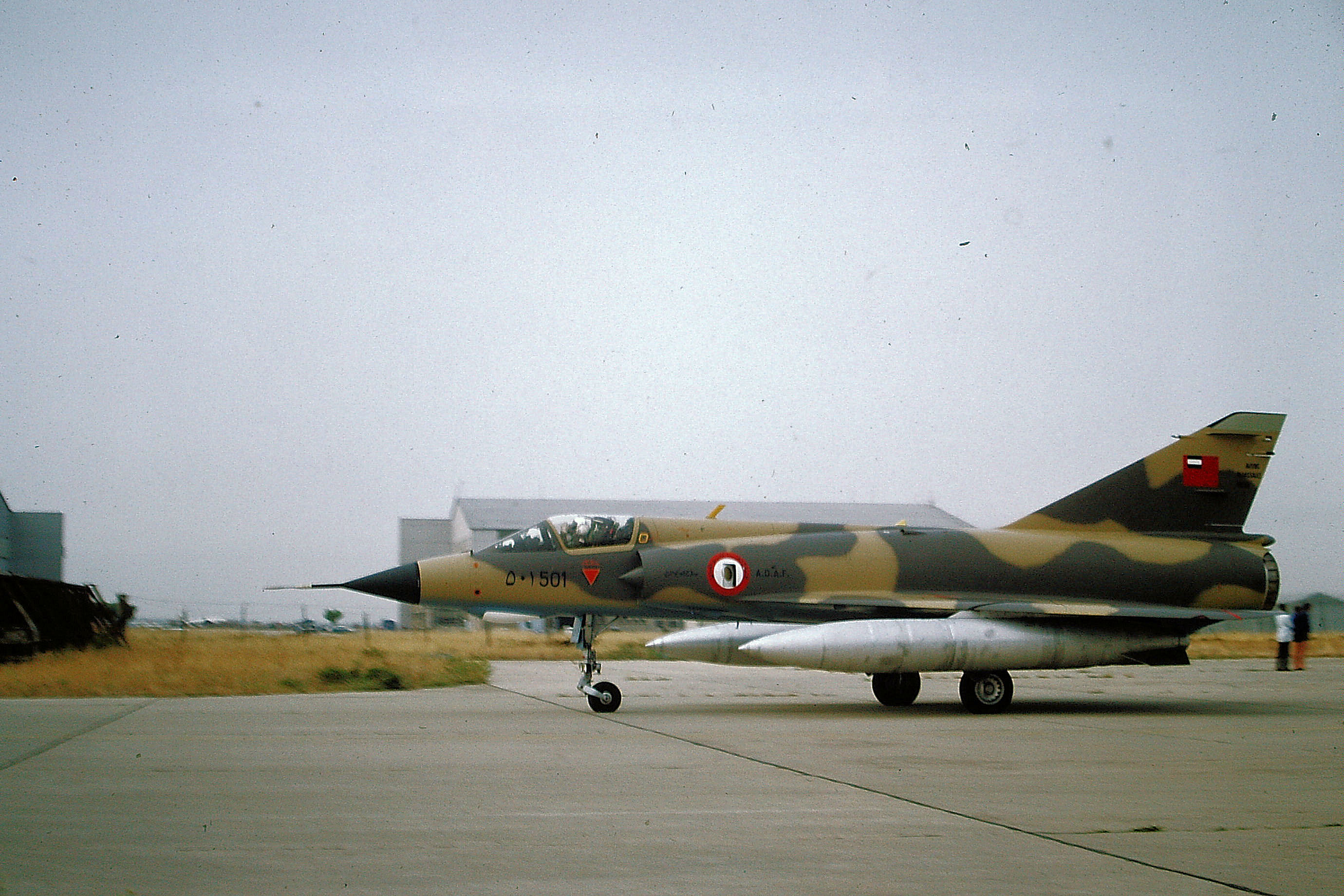
Dassault Mirage IIIE, taxiway of Istres (France) on 3 July 1976, delivered to Abu Dhabi Air Force (ADAF).

1S：單座、2S：雙座、PR：偵查
- 阿联酋：
  - 阿拉伯聯合大公國空軍（英语：United Arab Emirates Air Force）（約32架）：退役
    - 1S: 12架mirage 5AD + 14架mirage 5EAD
    - 2S:  3架mirage 5DAD
    - PR:  3架mirage RAD

- 阿根廷：
  - 阿根廷空軍（約92架）：退役，另外有39架以色列 IAI 生產的鷹式（英语：IAI Nesher），阿根廷稱為Dagger（匕首，單座為Dagger A雙座為Dagger-B），其中部分升級為Finger Standard，另外從祕魯購買10架mirage 5P，Survivors (9) 升級為Mara Standard，mirage IIICJ和mirage IIIB為以色列空軍中古機，mirage 5P為祕魯空軍中古機，2015年12月全數除役[3]。
    - 單座： 19架mirage IIICJ + 17架mirage IIIEA
    - 雙座：  3架mirage IIIBJ +  4架mirage IIIDA
    - 其他： 35架Dagger A + 4架Dagger B + 10架mirage 5P

- ：
  - 澳大利亞皇家空軍（116架）：大多授權生產，1964年入役，1988年除役, 大部分售予巴基斯坦
    - 3中隊（英语：No. 3 Squadron RAAF）
    - 75中隊（英语：No. 75 Squadron RAAF）
    - 76中隊（英语：No. 76 Squadron RAAF）
    - 77中隊（英语：No. 77 Squadron RAAF）
    - 79中隊（英语：No. 79 Squadron RAAF）
    - 2換訓單位（英语：No. 2 Operational Conversion Unit RAAF）
    - 研究和發展單位（英语：Aircraft Research and Development Unit）
    - 1S: 49架mirage IIIO(F) + 51架mirage IIIO(A)
    - 2S: 16架mirage IIID

- 比利时：
  - 比利時空軍（106架）：退役
    - 1S: 63架mirage 5BA
    - 2S: 16架mirage 5BD
    - PR: 27架mirage 5BR

- 巴西：
  - 巴西空軍（約32架）：2005年全數退役
    - 1S: 16架mirage IIIEBR + 6架mirage IIIEBR-2
    - 2S: 4架mirage IIIDBR + 6架mirage IIIDBR-2

- 智利：
  - 智利空軍（42架）:2006年退役
    - 1S: 6架mirage 50C + 8架mirage 50FC + 19架mirage Elkans
    - 2S: 3架mirage 50DC + 6架mirage Elkans

- 哥伦比亚：
  - 哥倫比亞空軍（英语：Colombian Air Force）（約18架）：2010年退役，大部分在1990年代升級為以色列幼獅標準。
    - 1S: 14架mirage 5COA Converted to mirage 5COAM
    - 2S:  2架mirage 5COD converted to mirage 5CODM
    - PR:  2架mirage 5COR Converted to mirage 5COAM

- 埃及：
  - 埃及空軍（約82架）：退役
    - 1S: 54架mirage 5SDE + 16架mirage 5E2
    - 2S:  6架mirage 5SDD
    - PR:  6架mirage 5SDR

- 法國：
  - 法國空軍（368架）：退役
    - 1S: 95架mirage IIIC + 183架mirage IIIE + 58架mirage 5F
    - 2S: 27架mirage IIIB + 5架mirage IIIB1 + 10架mirage IIIB2(RV) + 20架mirage IIIBE
    - PR: 50架mirage IIIR + 20架mirage IIIRD

- 加彭：
  - 加彭空軍（英语：Armed Forces of Gabon）（9架）：退役
    - 1S: 3架mirage 5G + 2架mirage 5G-2
    - 2S: 4架mirage 5DG

- 以色列：
  - 以色列空軍（架）：退役
- 黎巴嫩：
  - 黎巴嫩空軍（英语：Lebanese Air Force）（12架）：2000年售予巴基斯坦[4]。
    - 1S: 10架mirage IIIEL
    - 2S:  2架mirage IIIDL

- 利比亞：
  - 利比亞空軍（約110架）：2004年大多數轉售巴基斯坦（參見玫瑰計劃（英语：Project ROSE））
    - 1S: 53架mirage 5D + 32架mirage 5DE
    - 2S: 15架mirage 5DD
    - PR: 10架mirage 5DR

- 巴基斯坦：
  - 巴基斯坦空軍（架）：2015起逐漸更新為JF-17
- 摩洛哥：
  - 摩洛哥皇家空軍 （架）：
- 秘魯：
  - 祕魯空軍（英语：Peruvian Air Force）（約40架）：2007年退役，10架mirage 5P轉售阿根廷並升級
    - 1S: 22架mirage 5P  + 10架mirage 5P3 + 2架mirage 5P4
    - 2S:  4架mirage 5DP +  2架mirage 5DP3

- 南非：
  - 南非空軍（約58架）：2008年退役，亦有部分自行改良為獵豹戰鬥機（英语：Atlas Cheetah）。
    - 第2中隊（英语：No. 2 Squadron SAAF）
    - 1S: 16架mirage IIICZ + 17架mirage IIIEZ
    - 2S:  3架mirage IIIBZ +  3架mirage IIIDZ + 11架 IIID2Z
    - PR:  4架mirage IIIRZ +  4架mirage IIIR2Z

- 西班牙：
  - 西班牙空軍（30架）：1991年退役, 1992年售予巴基斯坦。
    - 1S: 24架mirage IIIEE
    - 2S:  6架mirage IIIDE

- 瑞士：
  - 瑞士空軍（61架）：2003年退役，大多授權瑞士生產。
    - 1S:  1架mirage IIIC + 36架mirage IIIS
    - 2S:  4架mirage IIIBS +  2架mirage IIIDS
    - PR: 18架mirage IIIRS

- 委內瑞拉
  - 委內瑞拉空軍（約26架）：2007年退役
    - 1S:  7架mirage IIIEV + 6架mirage 5V + 9架mirage 50EV
    - 2S:  3架mirage IIIDV + 1架mirage 50DV

- ：
  - 薩伊空軍（英语：Air Force of the Democratic Republic of the Congo）（架）：退役

## 技術規格（Mirage IIIE）

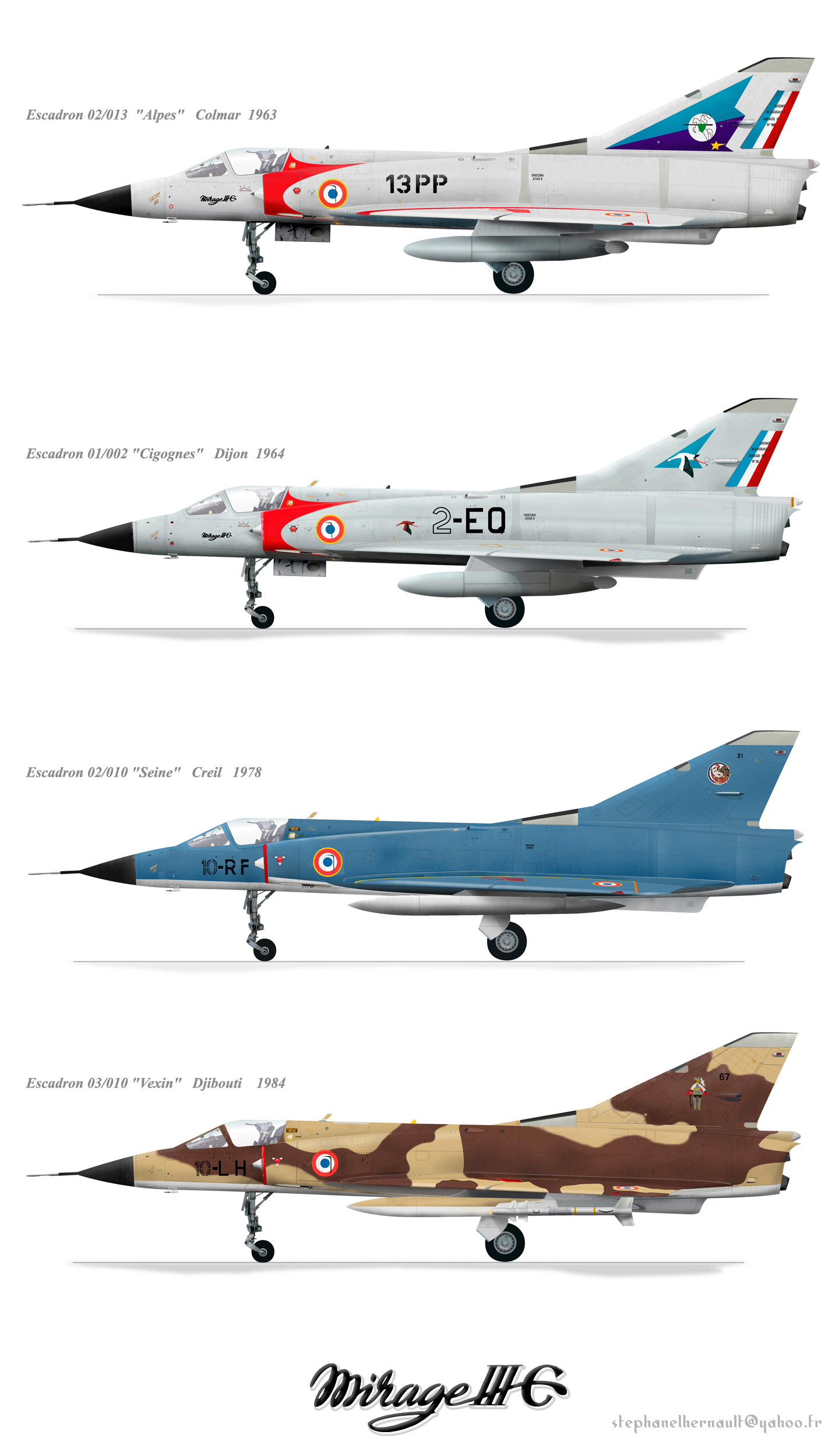
法國空軍的幻影3C塗裝

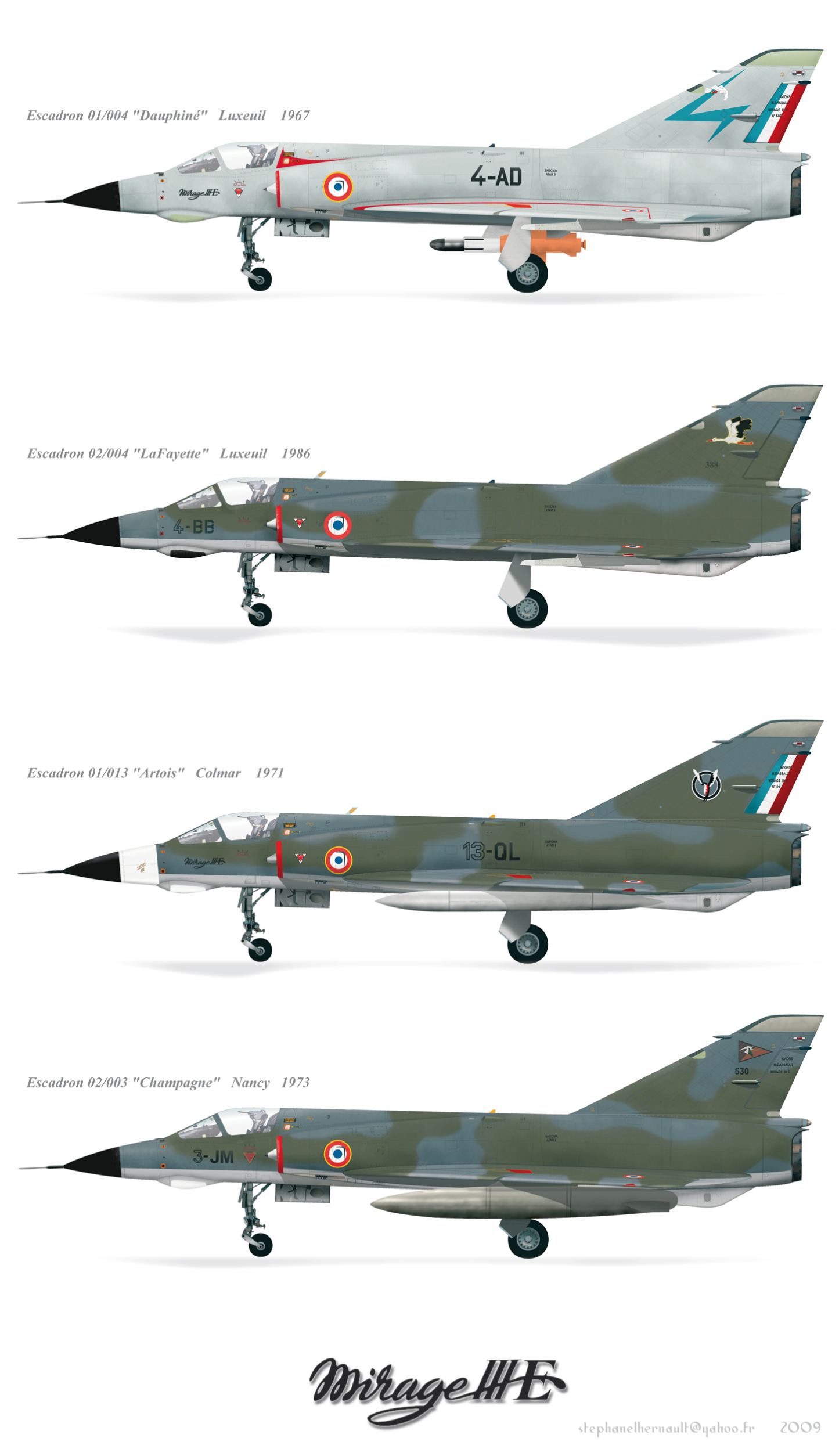
法國空軍的幻影3E塗裝

基本信息
- 机组：1

性能
武器

- 機槍：2× 30毫米DEFA 552機砲，每門配彈125發
- 火箭彈：2× Matra JL-100火箭莢艙，每門加19× SNEB 68毫米火箭彈
- 飛彈：2× AIM-9響尾蛇飛彈或Matra R550 Magic魔法飛彈或1× Matra R530, 2× AM-39 Exocet反艦飛彈
- 炸彈：4,000 kg（8,800 lb）掛載點5個，各種通用炸彈（如BL 5系列通用炸彈），偵蒐荚艙或油箱，或AN-52核彈。

## 資料來源
1. ↑  Jackson World Air Power Journal Volume 14, p. 122.
2. ↑  Jackson World Air Power Journal Volume 14, p. 124.
3. ↑  . MercoPress. 17 August 2015  [2019-02-27]. （原始内容存档于2015-08-20）.
4. ↑  Lebanese Army Website 的存檔，存档日期31 December 2007.

## 外部鏈接
- The History of the Dassault Mirage III in Brazil (with pictures) - Milavia.net （页面存档备份，存于）
- The Dassault Mirage III/5/50 Series from Greg Goebel's AIR VECTORS
- Mirage III/5/50 at FAS.org （页面存档备份，存于）